# 阿庫尼奧克湖

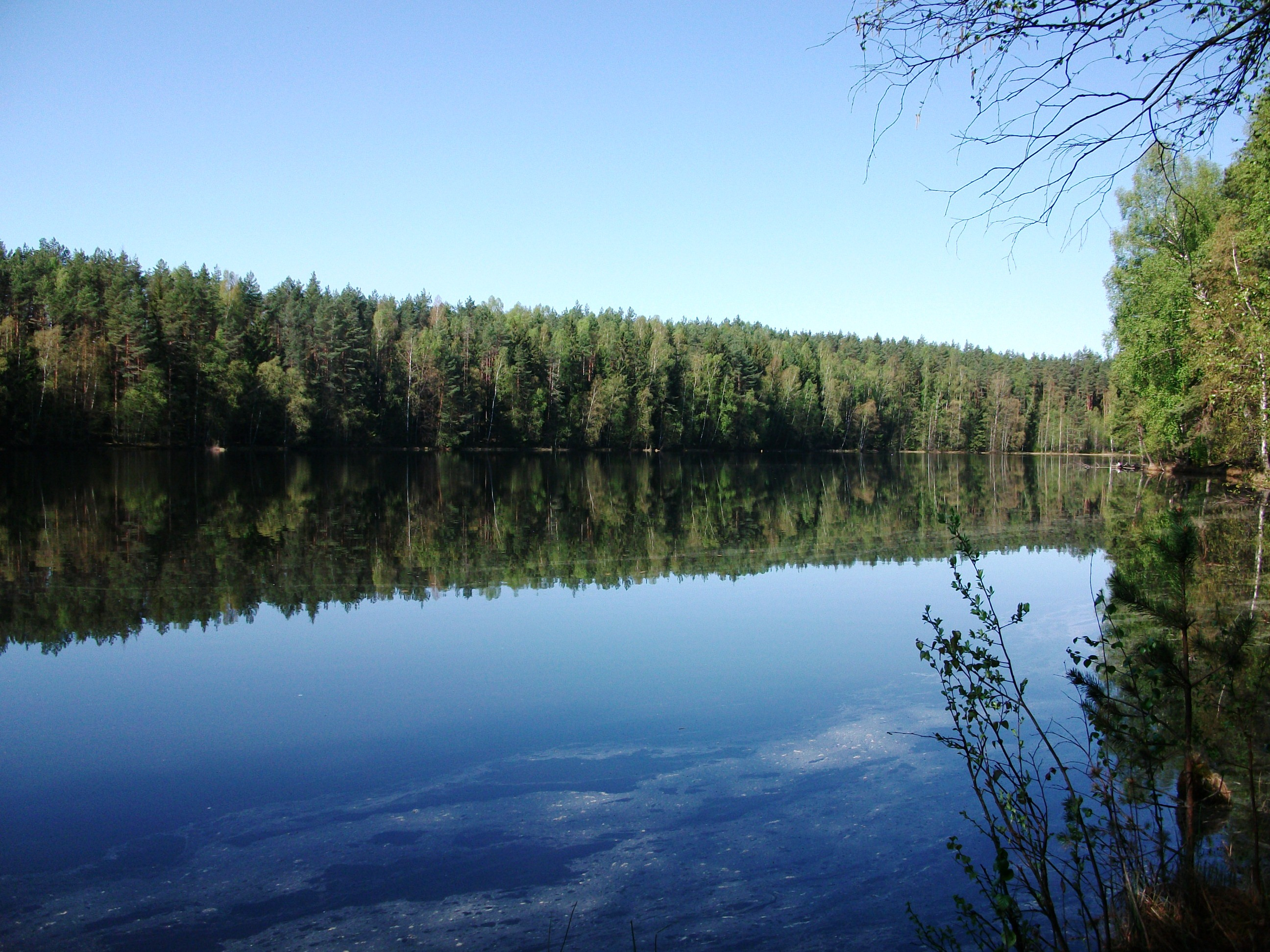
阿庫尼奧克湖

阿庫尼奧克湖（白俄羅斯語：Акунёк）是白俄羅斯的湖泊，屬於斯特拉恰河的流域，由明斯克州負責管轄，長230米、寬120米，面積0.02平方公里，海拔高度179米，湖岸線長度約615米，最大水深8米。